# Brachystelma albipilosum
Brachystelma albipilosum är en oleanderväxtart som beskrevs av A. Lancaster och R. Peckover. Brachystelma albipilosum ingår i släktet Brachystelma och familjen oleanderväxter. Inga underarter finns listade i Catalogue of Life.